# Ширяиха Большая
Ширяиха Большая — деревня в Родниковском районе Ивановской области России, входит в состав Каминского сельского поселения.

## География
Расположена в 4 км на юго-восток от центра поселения села Каминский и в 15 км на запад от райцентра города Родники.

## История
В конце XIX — начале XX века деревня являлась центром Ширяихской волости Нерехтского уезда Костромской губернии, с 1918 года — в составе Иваново-Вознесенской губернии.
С 1924 года деревня являлась центром Ширяихского сельсовета Родниковского района, с 1954 года — в составе Тайманихского сельсовета, с 2005 года — в составе Каминского сельского поселения.

## Население
| 1872 | 1897 | 1907 | 2002 | 2010 |
| ---- | ---- | ---- | ---- | ---- |
| 142  | ↘139 | ↗164 | ↘15  | ↘13  |